# Chorenta reticulata
Chorenta reticulata là một loài bọ cánh cứng trong họ Cerambycidae.